# Frei Betto
Carlos Alberto Libânio Christo (en religion : Frei Betto), né le 25 août 1944 à Belo Horizonte, Minas Gerais, au Brésil, est un frère dominicain brésilien, théologien de la libération, écrivain et militant politique. Il est l’auteur d'une cinquantaine d'ouvrages de genres littéraires divers, traitant notamment de foi chrétienne et société contemporaine.

## Biographie
Frei Betto est le fils du journaliste Antônio Charles Vieira Christo et de la femme de lettres, auteur de livres de cuisine régionale, Stella Libânio.
Membre de la Jeunesse étudiante catholique [JEC], il a travaillé comme journaliste au début des années 1960. En 1964, alors qu'il étudiait le journalisme, il décide d’entrer dans l'ordre des Dominicains.
En 1969, il fut arrêté et emprisonné durant quatre ans en raison de son opposition à la dictature militaire et pour avoir fait sortir illégalement des personnes du Brésil. Son incarcération faisait partie d'une série d'attaques régulièrement menées par le gouvernement à l’encontre de membres de l’Église catholique. Il a raconté son expérience de la prison dans le livre Baptême de sang. Le livre décrit les arcanes du régime militaire, la participation des moines dominicains à la résistance à la dictature, la mort du guérillero Carlos Marighella (1911-1969) et les tortures subies par le dominicain Frei Tito (1945-1974). Le livre a été porté à l’écran et un film du même nom est sorti au Brésil en 2006.
En 1973, après avoir retrouvé la liberté, il a élu domicile dans une favela de la ville de Vitoria. Bien qu'il n'ait jamais porté d'arme, il collabora avec les guérilleros de l’ALN (Action de Libération Nationale), et, avec d'autres prêtres dominicains, créa un groupe de soutien aux hommes politiques poursuivis. Durant ces années, il a étudié la théologie, la philosophie et l’anthropologie.
En 1979, Betto s'est installé dans une favela de São Paulo. C’est là qu’il fit la connaissance du dirigeant ouvrier Lula, le futur président brésilien de 2003 à 2011. Il en devint l’ami ainsi que de Leonardo Boff. Il est également parrain de la fille du compositeur et homme politique Chico Buarque et du fils du député Vicente Paulo da Silva, connu comme Vicentinho, l'ex-président de la CUT.
Dans les années 1980, il entreprit de conseiller certains pays socialistes (Cuba, Tchécoslovaquie, Chine, Union soviétique, Nicaragua et Pologne) sur les relations Église-État. Il demeure lié au couvent dominicain de São Paulo, qui conserve sa cellule, et participe à la promotion et la réflexion que mène l'ordre auprès des communautés ecclésiales de base (CEB) dans les districts industriels de São Paulo.
À deux reprises, en 1982 et 2005, Frei Betto a reçu le prix Jabuti, la plus importante distinction littéraire au Brésil. En 1986, il fut élu Intellectuel de l'année par l'Union des écrivains brésiliens.
En plus de son action visant à éliminer la faim au Brésil, il est engagé dans de nombreux aspects de la politique brésilienne. Il a travaillé pour le gouvernement de Luiz Inácio Lula da Silva, dont il était considéré comme un conseiller spirituel et un mentor. Conseiller de mouvements sociaux tels que les CEB et le Mouvement des Travailleurs Ruraux Sans Terre, il fut, entre 2003 et 2004, conseiller spécial du Président Lula et coordinateur de la mobilisation sociale du Programme Faim Zéro,.
Frei Betto est souvent considéré comme un partisan de Fidel Castro et il visite souvent La Havane dans le but d’améliorer les relations entre les deux nations. Les deux hommes ont collaboré à un livre détaillant l’opinion de Castro sur le christianisme, un sujet surprenant si l’on considère le traitement de la religion par le régime communiste.
Le 26 janvier 2006, il s’est associé à d’autres personnalités connues au niveau international ainsi qu’à des auteurs latino-américains tels que le prix Nobel Gabriel García Márquez, Mario Benedetti, Ernesto Sábato, Thiago de Mello, Eduardo Galeano, Pablo Armando Fernández, Carlos Monsiváis, Jorge Enrique Adoum, Luis Rafael Sánchez, Mayra Montero, Ana Lydia Vega ainsi que le chanteur/compositeur mondialement célèbre Pablo Milanés, pour réclamer l’indépendance de Porto Rico.
En avril 2014, il a voyagé, en Italie, où il a rencontré le pape François.

### Citation
« J’ai connu trois grands chocs dans ma vie : la mort de Salvador Allende durant le coup d’État militaire au Chili, l’assassinat de Maurice Bishop à la Grenade et la défaite de la révolution sandiniste. »

— Frei Betto

## Œuvres
- Batismo de sangre Baptême de sang (mémoires).
- De las catacumbas Depuis les catacombes (correspondance).
- El amor fecunda el universo. Ecología y espiritualidad - L’amour féconde l’univers. Écologie et Spiritualité (avec Marcelo Barros).
- 1988: La noche en que Jesús nació 1988: La nuit où Jésus est né.
- Fidel y la religión Fidel et la religion.
- La mosca azul La mouche bleue.
- Calendario del poder Calendrier du pouvoir.
- Entre todos los hombres (ficción; biografía no autorizada de Jesús) - Entre tous les hommes (fiction ; biographie non autorisée de Jésus).
- Sinfonía universal: la cosmovisión de Teilhard de Chardin - Symphonie universelle: la vision cosmique de Teilhard de Chardin (essai).
- Trece cuentos diabólicos y uno angélico Treize contes angéliques et un diabolique (essai).
- Alfabeto: autobiografia escolar Alphabet: autobiographie scolaire (souvenirs).
- La obra del artista. Una visión holística del universo L’œuvre de l'artiste. Une vision holistique de l'univers (essai).
- Uala, o amor Uala, ou l'amour (littérature de jeunesse).
- Alucinado sonido de tuba Le son halluciné du tuba (récit pour la jeunesse).
- Hotel Brasil Hôtel Brésil (fiction).
- El vencedor Le vainqueur (récit pour la jeunesse).

## Récompenses
- 1982 : Prix Jabuti, de la Chambre brésilienne du livre, pour Baptême de sang.
- 1985 : Prix Juca Pato - pour Baptême de sang.
- 1986 : Intellectuel de l’Année, titre octroyé par l’Union des écrivains brésiliens pour son livre Fidel et la religion.
- 1987 : Prix des Droits de l’Homme de la Fondation Bruno Kreisky, à Vienne.
- 1988 : Prix pour la meilleure œuvre destinée à un jeune public, décerné par l'Association Paulista des critiques d'art, pour La nuit où Jésus est né.
- 1996 : Sucesso Mineiro prix de la Préfecture Municipale de Belo Horizonte.
- 1998 : Premio Paolo E. Borsellino, en Italie, pour son travail en faveur des droits de l'homme. Il a été le premier Brésilien à recevoir cet honneur.
- 1998 : Prix du CREA / RJ pour l’environnement
- 1998 : Médaille de la Résistance Chico Mendes, décerné par le groupe Tortura Nunca Mais (Rio de Janeiro).
- 2000 : Prix Paulo Freire d’engagement social.
- 2000 : Médaille de la Solidarité du gouvernement cubain.
- 2005 : Prix Jabuti, de la Chambre brésilienne du livre.
- 2005 : Est l'une des 13 personnalités Citoyenneté 2005, à l'initiative de l'UNESCO, de l'Association brésilienne de la presse et de la revue Film Réalisé.
- 2006 : Médaille du mérite du Dom Hélder Câmara Watch Institute, pour services rendus à la préservation et au contrôle de la gouvernance juridique et morale.
- 2007 : Titre de citoyen honoraire de la ville de Brasília, octroyé par la Chambre législative du District Fédéral